# Mariensztat
Mariensztat est un quartier de l'arrondissement de Śródmieście (Centre-ville) à Varsovie.

## Sources
- (pl) Cet article est partiellement ou en totalité issu de l’article de Wikipédia en polonais intitulé « Mariensztat » (voir la liste des auteurs).